# 1225
Il 1225 (MCCXXV in numeri romani) è un anno  del XIII secolo.

## Eventi
- In Iraq termina il califfato di al-Nāsir
- San Francesco scrive il Cantico delle Creature

## Nati
- Davide VI di Georgia, re († 1293)
- Beatrice di Brabante, nobile tedesca († 1288)
- Denha I, vescovo cristiano orientale siro († 1281)
- Francesco d'Accorso, giurista e letterato italiano († 1293)
- Gastone VII di Béarn, francese († 1290)
- Gertrude di Hohenberg, nobildonna tedesca († 1281)
- Ghigo VII del Viennois, nobile francese († 1269)
- Giroldo da Como, scultore e architetto italiano († 1295)
- Isabella di Francia, francese († 1270)
- Jordanus Nemorarius, matematico e astronomo italiano († 1260)
- Reinardo I di Hanau, nobile tedesco († 1281)
- Sancha di Provenza († 1261)
- Selvaggia di Staufen, nobildonna
- Ulrico di Strasburgo, teologo francese († 1277)
- Shem Tov ben Yosef Falaquera, filosofo e poeta spagnolo
- Guido II da Correggio, politico italiano († 1299)
- Guido da Suzzara, giurista e avvocato italiano († 1292)
- Ferdinando di Castiglia, principe spagnolo († 1248)

## Morti
- 3 gennaio - Adolfo III di Schaumburg, nobile (n. 1160)
- 22 febbraio - Bernardo IV di Comminges, nobile franco
- 30 marzo - Gertrude de Dabo, francese (n. 1190)
- 11 giugno - Sabrisho IV bar Qayyoma, vescovo cristiano orientale siro
- 16 agosto - Hōjō Masako, politica giapponese (n. 1157)
- 24 agosto - Adelardo Cattaneo, cardinale e vescovo cattolico italiano (n. 1122)
- 16 settembre - Rainiero di Antiochia, patriarca cattolico italiano
- 28 settembre - Nicola II di Meclemburgo, principe
- 29 settembre - Arnaud Amaury, abate, arcivescovo cattolico e beato francese
- 28 ottobre - Jien, poeta, monaco buddista e storico giapponese (n. 1155)
- 7 novembre - Engelberto di Berg, arcivescovo cattolico, nobile e santo tedesco
- Al-Nāṣir li-dīn Allāh, califfo (n. 1158)
- Yehuda Alharizi, poeta spagnolo (n. 1165)
- Ugo Bigod, III conte di Norfolk, politico britannico
- Gerardo II di Mâcon, conte
- Guglielmo I de Cardona, nobile
- Jebe, condottiero mongolo
- Marco Nicola, vescovo cattolico italiano
- Ulrico III di Neuchâtel, nobile svizzero (n. 1175)
- Rodolfo di Mérencourt, patriarca cattolico francese
- Lamberto Visconti di Eldizio
- Brioloto de Balneo, scultore e architetto italiano
- Al-Malik al-Afdal 'Ali, re curdo (n. 1169)
- Ōe no Hiromoto, militare giapponese (n. 1148)

## Calendario
| Calendario 1225 | Calendario 1225 | Calendario 1225 | Calendario 1225 | Calendario 1225 | Calendario 1225 | Calendario 1225 | Calendario 1225 | Calendario 1225 | Calendario 1225 | Calendario 1225 | Calendario 1225 | Calendario 1225 | Calendario 1225 | Calendario 1225 | Calendario 1225 | Calendario 1225 | Calendario 1225 | Calendario 1225 | Calendario 1225 | Calendario 1225 | Calendario 1225 | Calendario 1225 | Calendario 1225 | Calendario 1225 | Calendario 1225 | Calendario 1225 | Calendario 1225 | Calendario 1225 | Calendario 1225 | Calendario 1225 | Calendario 1225 | Calendario 1225 |
| --------------- | --------------- | --------------- | --------------- | --------------- | --------------- | --------------- | --------------- | --------------- | --------------- | --------------- | --------------- | --------------- | --------------- | --------------- | --------------- | --------------- | --------------- | --------------- | --------------- | --------------- | --------------- | --------------- | --------------- | --------------- | --------------- | --------------- | --------------- | --------------- | --------------- | --------------- | --------------- | --------------- |
|                 | 1               | 2               | 3               | 4               | 5               | 6               | 7               | 8               | 9               | 10              | 11              | 12              | 13              | 14              | 15              | 16              | 17              | 18              | 19              | 20              | 21              | 22              | 23              | 24              | 25              | 26              | 27              | 28              | 29              | 30              | 31              |                 |
| Gennaio         | Me              | Gi              | Ve              | Sa              | Do              | Lu              | Ma              | Me              | Gi              | Ve              | Sa              | Do              | Lu              | Ma              | Me              | Gi              | Ve              | Sa              | Do              | Lu              | Ma              | Me              | Gi              | Ve              | Sa              | Do              | Lu              | Ma              | Me              | Gi              | Ve              |                 |
| Febbraio        | Sa              | Do              | Lu              | Ma              | Me              | Gi              | Ve              | Sa              | Do              | Lu              | Ma              | Me              | Gi              | Ve              | Sa              | Do              | Lu              | Ma              | Me              | Gi              | Ve              | Sa              | Do              | Lu              | Ma              | Me              | Gi              | Ve              |                 |                 |                 |                 |
| Marzo           | Sa              | Do              | Lu              | Ma              | Me              | Gi              | Ve              | Sa              | Do              | Lu              | Ma              | Me              | Gi              | Ve              | Sa              | Do              | Lu              | Ma              | Me              | Gi              | Ve              | Sa              | Do              | Lu              | Ma              | Me              | Gi              | Ve              | Sa              | Do              | Lu              |                 |
| Aprile          | Ma              | Me              | Gi              | Ve              | Sa              | Do              | Lu              | Ma              | Me              | Gi              | Ve              | Sa              | Do              | Lu              | Ma              | Me              | Gi              | Ve              | Sa              | Do              | Lu              | Ma              | Me              | Gi              | Ve              | Sa              | Do              | Lu              | Ma              | Me              |                 |                 |
| Maggio          | Gi              | Ve              | Sa              | Do              | Lu              | Ma              | Me              | Gi              | Ve              | Sa              | Do              | Lu              | Ma              | Me              | Gi              | Ve              | Sa              | Do              | Lu              | Ma              | Me              | Gi              | Ve              | Sa              | Do              | Lu              | Ma              | Me              | Gi              | Ve              | Sa              |                 |
| Giugno          | Do              | Lu              | Ma              | Me              | Gi              | Ve              | Sa              | Do              | Lu              | Ma              | Me              | Gi              | Ve              | Sa              | Do              | Lu              | Ma              | Me              | Gi              | Ve              | Sa              | Do              | Lu              | Ma              | Me              | Gi              | Ve              | Sa              | Do              | Lu              |                 |                 |
| Luglio          | Ma              | Me              | Gi              | Ve              | Sa              | Do              | Lu              | Ma              | Me              | Gi              | Ve              | Sa              | Do              | Lu              | Ma              | Me              | Gi              | Ve              | Sa              | Do              | Lu              | Ma              | Me              | Gi              | Ve              | Sa              | Do              | Lu              | Ma              | Me              | Gi              |                 |
| Agosto          | Ve              | Sa              | Do              | Lu              | Ma              | Me              | Gi              | Ve              | Sa              | Do              | Lu              | Ma              | Me              | Gi              | Ve              | Sa              | Do              | Lu              | Ma              | Me              | Gi              | Ve              | Sa              | Do              | Lu              | Ma              | Me              | Gi              | Ve              | Sa              | Do              |                 |
| Settembre       | Lu              | Ma              | Me              | Gi              | Ve              | Sa              | Do              | Lu              | Ma              | Me              | Gi              | Ve              | Sa              | Do              | Lu              | Ma              | Me              | Gi              | Ve              | Sa              | Do              | Lu              | Ma              | Me              | Gi              | Ve              | Sa              | Do              | Lu              | Ma              |                 |                 |
| Ottobre         | Me              | Gi              | Ve              | Sa              | Do              | Lu              | Ma              | Me              | Gi              | Ve              | Sa              | Do              | Lu              | Ma              | Me              | Gi              | Ve              | Sa              | Do              | Lu              | Ma              | Me              | Gi              | Ve              | Sa              | Do              | Lu              | Ma              | Me              | Gi              | Ve              |                 |
| Novembre        | Sa              | Do              | Lu              | Ma              | Me              | Gi              | Ve              | Sa              | Do              | Lu              | Ma              | Me              | Gi              | Ve              | Sa              | Do              | Lu              | Ma              | Me              | Gi              | Ve              | Sa              | Do              | Lu              | Ma              | Me              | Gi              | Ve              | Sa              | Do              |                 |                 |
| Dicembre        | Lu              | Ma              | Me              | Gi              | Ve              | Sa              | Do              | Lu              | Ma              | Me              | Gi              | Ve              | Sa              | Do              | Lu              | Ma              | Me              | Gi              | Ve              | Sa              | Do              | Lu              | Ma              | Me              | Gi              | Ve              | Sa              | Do              | Lu              | Ma              | Me              |                 |